# Dziwogłówka wiosenna

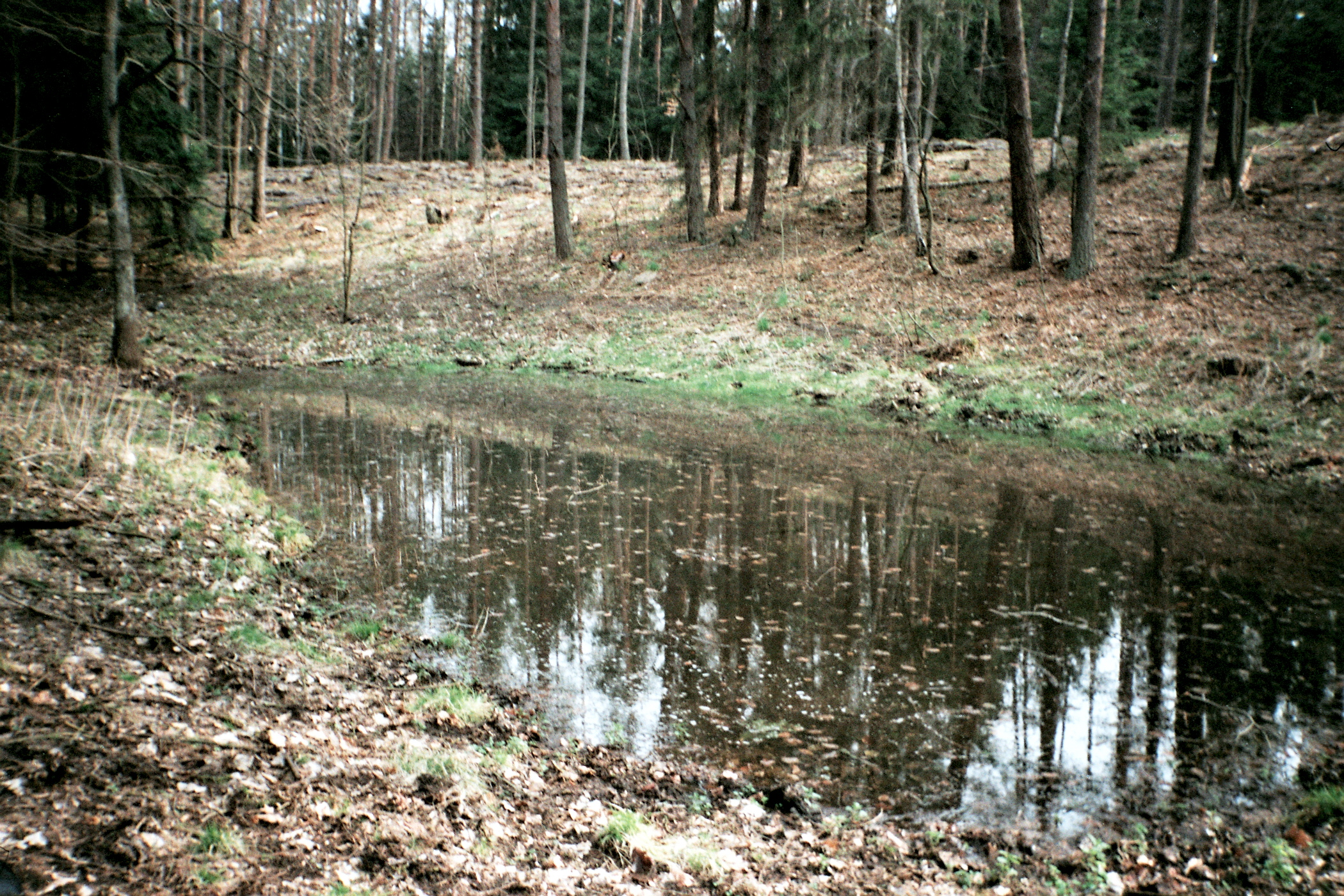
Zbiornik okresowy w Lesie Miejskim w Olsztynie, stanowisko występowania skorupiaka dziwogłówka wiosenna – wczesna wiosna

Dziwogłówka wiosenna (Eubranchipus grubii syn. Siphonophanes grubii, czasami pisane grubei) – należy, analogicznie jak zadychra, do podrzędu liścionogów właściwych (Euphyllopoda, bezpancerzowce Anostraca). Występuje w małych zbiornikach okresowych i stawach o dnie pokrytym opadłymi liśćmi.

## Wygląd
Budową ciała przypomina zadychrę. Osiąga długość 12–28 mm. Dziwogłówki są filtratorami. Dymorfizm płciowy jest wyraźny w budowie głowy, samce opatrzone są długimi wyrostkami na czole i większymi głowami, sprawniej pływające, samice są dłuższe i smuklejsze, mniej sprawnie pływają.

## Tryb życia
Znaleźć ją można wczesną wiosną (od marca do maja) w towarzystwie przekopnicy wiosennej (Lepidurus apus), wśród owadów wodnych o wiosennym cyklu rozwojowym (np. Grammotaulius nitidus, Limnephilus stigma). Dziwogłówki są zwierzętami zimnolubnymi. Długość życia uzależniona jest od przebiegu średnich temperatur w danym roku czy strefie klimatycznej. Przy temperaturze 5,2 °C przeżywa do 90 dni, a przy temperaturze 7,8 °C już tylko 78. Jeszcze krócej przy temperaturze 13,5 °C – zaledwie 50 dni. Larwy wylęgają się już po 2 godzinach od zalania wodą. Dalszy rozwój jest również szybki. Dziwogłówki nie występują w zbiornikach stałych, w których dodatkowo populacja byłaby ograniczana drapieżnictwem ryb.

## Rozmnażanie
Występuje u nich zapłodnienie wewnętrzne. Podczas kopulacji samiec obejmuje od dołu (czyli od grzbietu) samicę swoimi odnóżami pływnymi i tak zgina odwłok, że wyrostkiem umieszczonym w pobliżu jego nasady dotyka zakończenia komory lęgowej samicy. Jaja dojrzewają ok. 6–8 dni, początkowo są białawe, dojrzałe mają czerwoną barwę i ok. 0,25 mm średnicy. Bezpośrednio przed złożeniem jaj samica zrzuca wylinkę. Za jednym razem składa ona ok. 50 jaj. Zaraz po złożeniu jaj dochodzi do kopulacji. Do rozwoju jaja tych skorupiaków wymagają przesuszenia i przemrożenia. Można traktować to jako przystosowanie do sytuacji, gdy np. po letniej burzy zostanie na kilka dni zalany zbiornik okresowy. Wylęgłe wówczas larwy zginęłyby, nie kończąc rozwoju.